# Eisenstadt

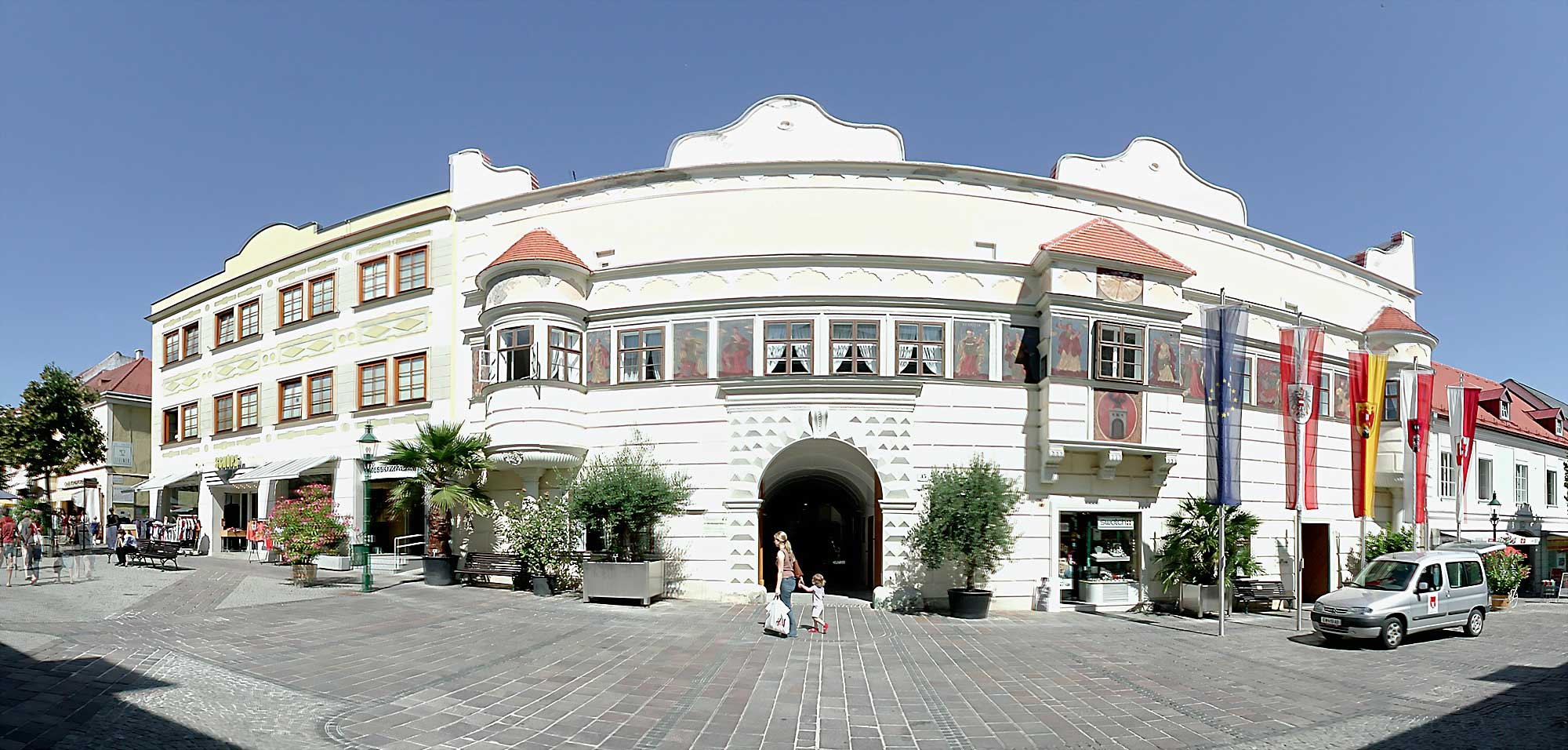
Eisenstadt (vechea primărie)

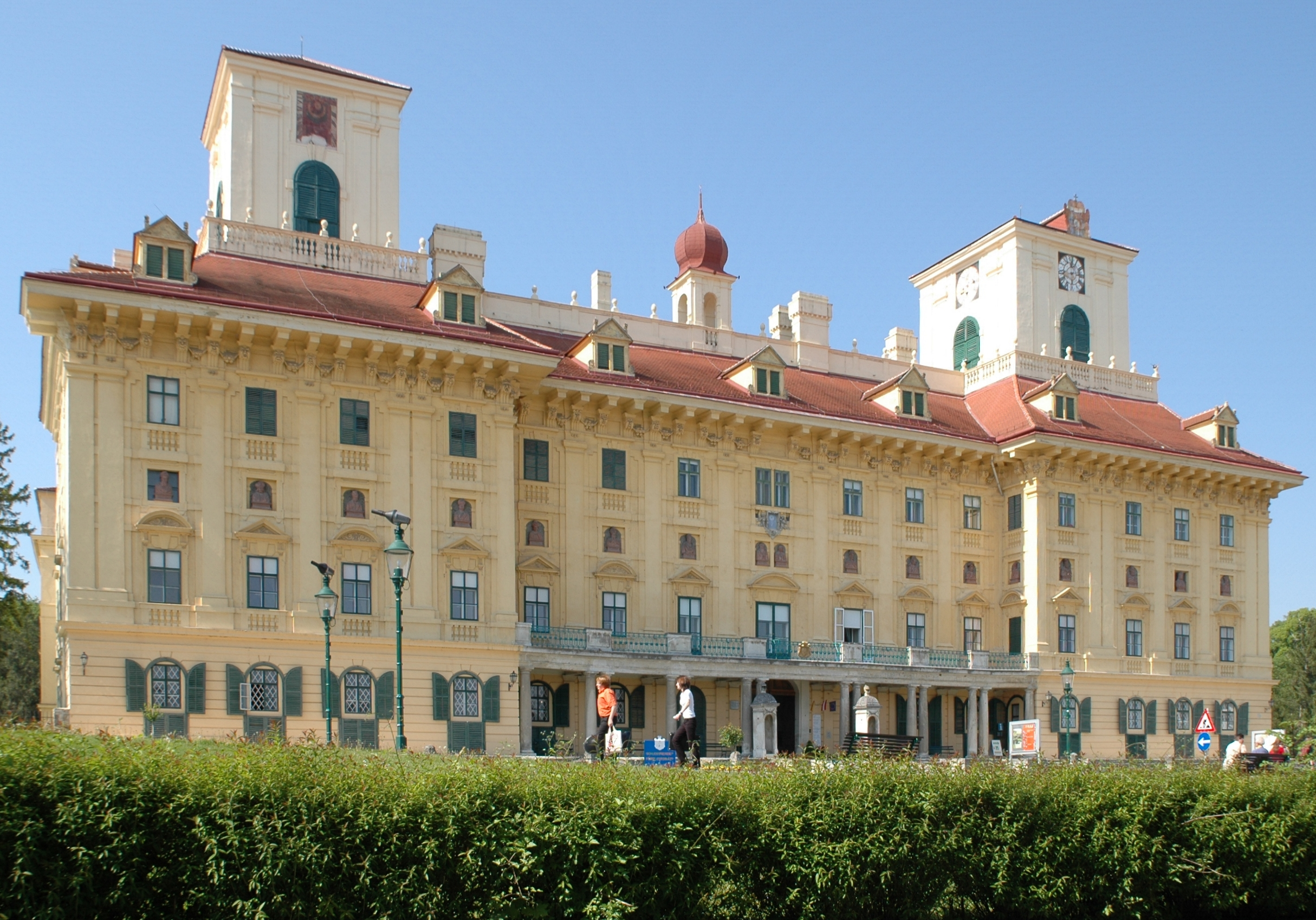
Eisenstadt (castelul prinţului Esterházy)

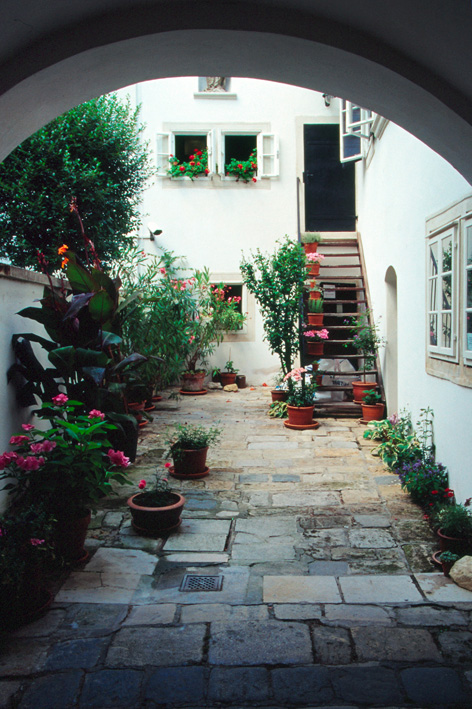
Eisenstadt (casa în care a locuit Joseph Haydn)

Eisenstadt (în maghiară Kismarton, în croată Željezno), este capitala landului Burgenland (în maghiară Őrvidék, în croată Gradišće) din Austria.
Orașul este situat pe o terasă în cădere în părțile sudice ale Muntelui Leithage. La recensământul din 2002 avea o populație de 13.664 locuitori.
În acest oraș a activat o anumită perioadă compozitorul Joseph Haydn, angajat ca Prim-Kapellmeister (șef de orchestră) la curtea prințului Nikolaus Joseph Esterházy.